# Iddingsite
L'iddingsite è un minerale non approvato dall'IMA perché è una miscela di minerali dell'argilla, ossidi di ferro ed idrati ferrici.